# Les Criminels de la galaxie
Pour plus de détails, voir Fiche technique et Distribution.
Les Criminels de la galaxie (I criminali della galassia) est un film italien de science-fiction réalisé par Antonio Margheriti, sorti en 1966.
Il s'agit du premier épisode de la tétralogie de science-fiction Gamma Un, du nom de la station spatiale où l'intrigue se situe. Les trois suites sont La Guerre des planètes (1966), La Planète errante (1966) et La mort vient de la planète Aytin (1967)

## Fiche technique
Sauf indication contraire, les informations mentionnées dans cette section peuvent être confirmées par la base de données cinématographiques IMDb,  présente dans la section « Liens externes ».
- Titre original : I criminali della galassia
- Titre français : Les Criminels de la galaxie[2]
- Réalisateur : Antonio Margheriti
- Scénario : Antonio Margheriti, Ivan Reiner, Renato Moretti (it)
- Photographie : Riccardo Pallottini
- Montage : Otello Colangeli
- Décors : Piero Poletto (it)
- Musique : Angelo Francesco Lavagnino
- Costumes : Berenice Sparano
- Producteurs : Joseph Fryd, Giovanni Masini, Antonio Margheriti
- Société de production : Mercury Film International, Southern Cross Feature Film Company
- Pays de production :  Italie
- Langue de tournage : italien
- Format : Couleur - 1,85:1 - Son mono - 35 mm
- Durée : 88 minutes (1h28)
- Genre : Film de science-fiction
- Dates de sortie :
  - Italie : 15 juillet 1966

## Distribution
- Tony Russel : Mike Halstead
- Lisa Gastoni : Connie Gomez
- Massimo Serato : Pr Nurmi
- Carlo Giustini : Ken
- Franco Nero : Jack
- Enzo Fiermonte : Gal Fowler
- Umberto Raho : Gal Paul Maitland
- Vittorio Bonos : Anton Fryd, le nain
- Aldo Canti
- Franco Doria
- Margherita Horowitz : Mme Fowler
- Carlo Kechler : Werner
- Rodolfo Lodi : Claridge
- Renato Montalbano :
- Piero Pastore
- Isarco Ravaioli : le sergent
- Franco Ressel : Lt. Jeffries
- Claudio Scarchilli
- Moa Tahi : le chef A.G.
- Victoria Zinny : un agent A.G.
- Aldo D'Ambrosio : Anton Fryd
- Lino Desmond : Schneider
- Michel Lemoine
- Sandro Mondini : Dr Delfos
- Giuliano Raffaelli : Francini
- Kitty Swan : un agent A.G.
- Goffredo Unger : Charles De Lauty